# Rob Gronkowski
Robert James „Gronk“ Gronkowski (* 14. Mai 1989 in Amherst, New York) ist ein ehemaliger US-amerikanischer American-Football-Spieler auf der Position des Tight Ends. Er spielte von 2010 bis 2018 für die New England Patriots in der National Football League (NFL). Nachdem er 2019 sein Karriereende bekanntgegeben hatte, schloss er sich 2020 auf Bitte von Tom Brady den Tampa Bay Buccaneers an und spielte zwei Jahre für Tampa, bevor er seine Karriere beendete. Gronkowski hält auf seiner Position den NFL-Saisonrekord für die meisten gefangenen Touchdowns  in einer Saison (17). Er ist vierfacher Super-Bowl-Champion.

## Leben
Gronkowski wuchs in Williamsville (New York) auf und spielte an der dortigen Highschool Basketball und American Football.

## NFL

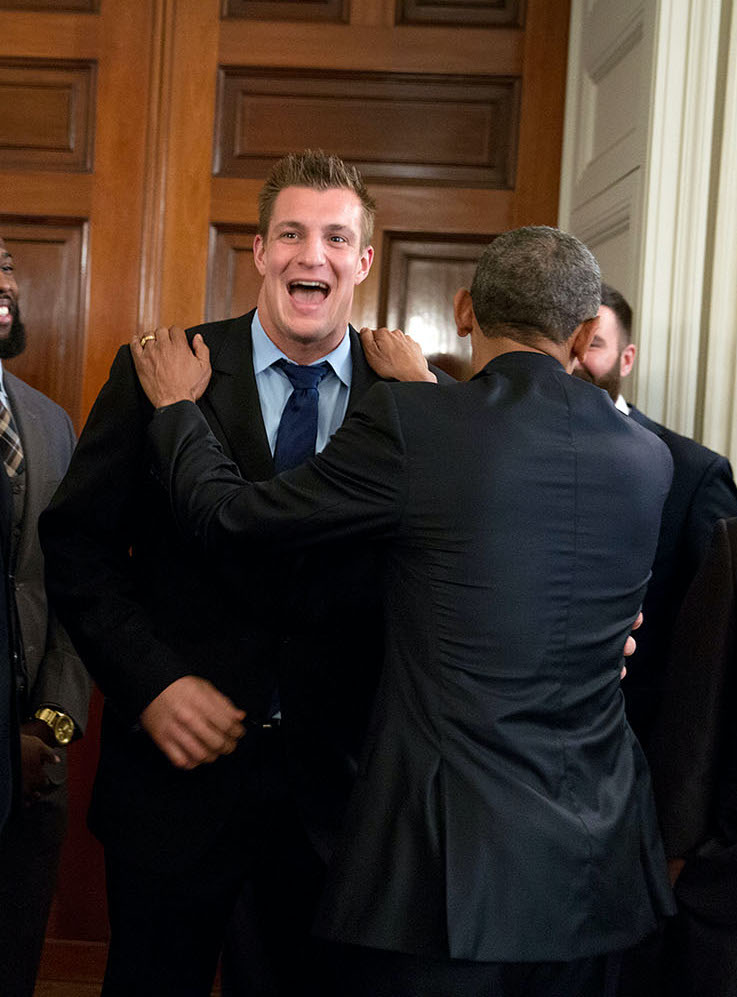
Gronkowski mit Barack Obama im Vordergrund (links: Kyle Arrington, rechts: Rob Ninkovich)

Gronkowski wurde im NFL Draft 2010 von den Patriots an 42. Stelle ausgewählt. Unter Coach Bill Belichick schaffte er in seiner Rookie-Saison auf Anhieb den Sprung in die Stammformation um Quarterback Tom Brady: „Gronk“ fing 42 Pässe für 546 Yards Raumgewinn und zehn Touchdowns. Die Patriots gewannen 14 Saisonspiele, schieden aber in der ersten Runde der Play-offs gegen die New York Jets aus.
In seiner zweiten Saison verbesserte sich Gronkowski weiter. Am 11. Dezember 2011 fing er seinen 15. Touchdown und stellte damit einen neuen NFL-Rekord für Tight Ends auf. Er beendete die Saison mit den NFL-Rekorden für Tight Ends mit 17 gefangenen Touchdowns (er erlief einen weiteren und beendete die Saison mit insgesamt 18 Touchdowns) und 1327 Yards Raumgewinn. Hierfür wurde er 2011 zum ersten Mal in den Pro Bowl gewählt. Die folgende Saison 2012 spielte er ebenfalls stark, bis er sich am 11. Spieltag den Unterarm brach. Im AFC-Playoff-Halbfinale gegen die Houston Texans machte er sein Comeback, brach sich aber den Arm erneut und zog sich an der Bruchstelle eine schwere Infektion zu. Daher verpasste er die ersten Spieltage der Saison 2013. Kurz nach seinem Comeback riss ihm das Kreuzband, weswegen er erst in der Saison 2014 zurückkehrte. Nach einer starken Saison (82 gefangene Pässe, 1.124 Yards Raumgewinn, 12 Touchdowns) wurde er in den Pro Bowl gewählt. Im Super Bowl XLIX gegen die Seattle Seahawks fing er den Touchdown zum zwischenzeitlichen 13:7 der Patriots und trug so zum 28:24-Sieg bei. Die Saison 2015 spielte Gronkowski wieder stark (72 gefangene Pässe, 1.176 Yards Raumgewinn, 11 Touchdowns, Pro Bowl), scheiterte aber mit den Patriots im AFC-Finale an den Denver Broncos. Die folgende Saison 2016 war für ihn mit großen Knie- und Rückenproblemen verbunden, sodass er nur fünf Spiele machte, aber trotzdem als Zuschauer den Super Bowl LI mit den Patriots gewann. In der darauf folgenden Saison 2017 spielte Gronkowski bis zum 13. Spieltag stark (849 Yards Raumgewinn, 7 Touchdowns), bis er im Spiel gegen die Buffalo Bills wegen einer Tätlichkeit gegen Bills-Cornerback Tre’Davious White für ein Spiel gesperrt wurde.
Am 24. März 2019 gab Gronkowski sein Karriereende via Instagram bekannt.

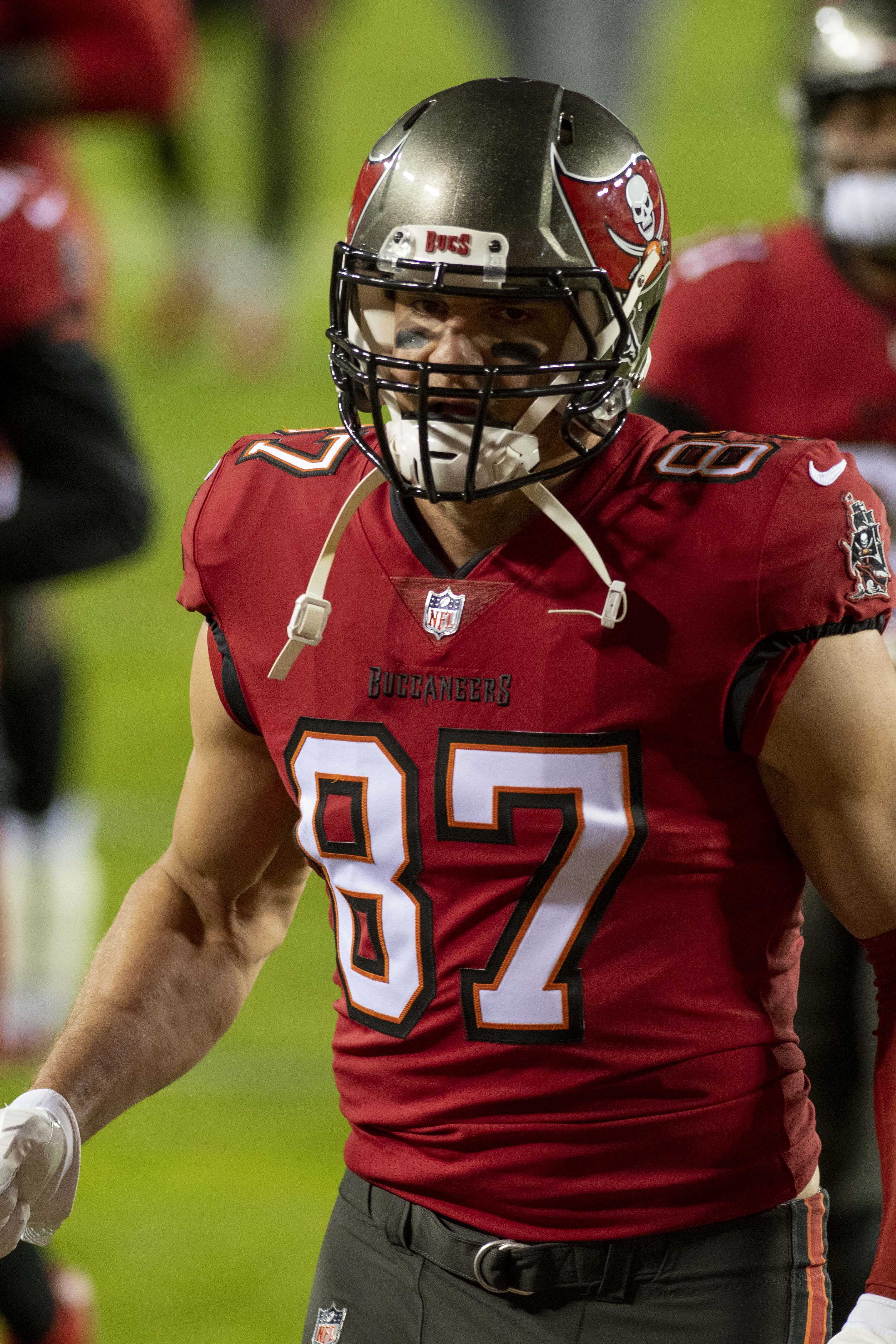
Rob Gronkowski für die Tampa Bay Buccaneers (Januar 2021)

Am 21. April 2020 erklärte Gronkowski, wieder in der NFL spielen zu wollen. Kurz darauf wurde bekannt, dass die Patriots Gronkowski zusammen mit einem Siebtrundenpick im Austausch gegen einen Viertrundenpick an die Tampa Bay Buccaneers abgaben. Bei den Buccaneers spielte Gronkowski wieder mit Tom Brady zusammen, der im März als Free Agent nach Tampa Bay gewechselt war. Mit diesem gewann er seinen vierten Super Bowl und sie sind mit 14 Touchdowns das erfolgreichste Quarterback/Receiver-Gespann der Super-Bowl-Geschichte.
Nach der Saison 2021 verkündete Gronkowski am 21. Juni 2022 erneut sein Karriereende.
Gronkowskis Brüder Dan Gronkowski, Chris Gronkowski und Glenn Gronkowski spielten ebenfalls in der NFL. Dan und Rob spielten 2011 für einige Matches für New England zusammen, und Glenn befand sich im Practice Squad der Patriots. Rob und Glenn schafften das Kuriosum, als Brüderpaar im selben Team (wenn auch beide nicht eingesetzt wurden) einen Super-Bowl-Ring zu gewinnen. Gronkowskis Urgroßvater war der US-amerikanische Radsportler und Olympiateilnehmer Ignatius Gronkowski.

### Receiving-Statistik
| Jahr   | Team   | Rec | Yards | Avg  | Lng | TD | Fmb | Fmb lst |
| ------ | ------ | --- | ----- | ---- | --- | -- | --- | ------- |
| 2010   | NE     | 42  | 546   | 13,0 | 28  | 10 | 1   | 1       |
| 2011   | NE     | 90  | 1.327 | 14,7 | 52T | 17 | 0   | 0       |
| 2012   | NE     | 55  | 790   | 14,4 | 41  | 11 | 1   | 1       |
| 2013   | NE     | 39  | 592   | 15,2 | 50  | 4  | 0   | 0       |
| 2014   | NE     | 82  | 1.124 | 13,7 | 46T | 12 | 0   | 0       |
| 2015   | NE     | 72  | 1.176 | 16,3 | 76T | 11 | 0   | 0       |
| 2016   | NE     | 25  | 540   | 21,6 | 53T | 3  | 0   | 0       |
| 2017   | NE     | 69  | 1.084 | 15,7 | 53T | 8  | 1   | 0       |
| 2018   | NE     | 47  | 682   | 14,5 | 42  | 3  | 1   | 1       |
| 2020   | TB     | 45  | 623   | 13,8 | 48  | 7  | 1   | 0       |
| 2021   | TB     | 55  | 802   | 14,6 | 42  | 6  | 0   | 0       |
| Gesamt | Gesamt | 621 | 9.286 | 15,0 | 76  | 92 | 5   | 3       |

Quelle: nfl.com

## World Wrestling Entertainment
Gronkowski stand im Rahmen des WWE WrestleMania 33 im April 2017 das erste Mal im Wrestling-Ring. Am 11. März 2020 wurde bekannt, dass er einen Vertrag bei WWE unterschrieben hat. Am 20. März 2020 debütierte er bei SmackDown und schloss sich seinem jahrelangen Freund Mojo Rawley an. Am 4. und 5. April 2020 war er Host von WrestleMania 36. Am 5. April 2020 gewann er den WWE 24/7 Championship von seinem Freund Mojo Rawley. Diesen Titel verlor er am 1. Juni 2020 an R-Truth.

### Wrestling Erfolge
- World Wrestling Entertainment

- 1× WWE 24/7 Championship

## Trivia
Gronkowski spielte im Film Entourage mit und hatte einen Auftritt in der Comedyserie Family Guy. Daneben hatte er kleinere Gastauftritte in den Filmen The Lit Party, American Violence, The Clapper, Boss Level und Deported. Von Februar bis April 2020 nahm er an der dritten Staffel der US-amerikanischen Version von The Masked Singer als White Tiger teil und erreichte den neunten von insgesamt 18 Plätzen. Zusammen mit Tom Brady tritt er in der von den Buccaneers produziertem YouTube-Serie Tommy & Gronky auf.